# Secretaría de Estado de Hacienda
La Secretaría de Estado de Hacienda (SEH) de España es el órgano superior del Ministerio de Hacienda que se encarga de las actuaciones relativas a la orientación de la política fiscal, el diseño y aplicación del sistema tributario, la previsión y análisis de los ingresos tributarios, no tributarios y otros ingresos públicos, así como la dirección y ejecución de la gestión catastral.
Asimismo, le corresponde gestionar, dirigir e impulsar el sistema de financiación de las comunidades autónomas y ciudades con estatuto de autonomía, así como la valoración de los costes efectivos de los servicios que se traspasan, el endeudamiento de las comunidades autónomas y de la Administración local y la aplicación de la normativa de estabilidad presupuestaria en el ámbito de las mismas; la colaboración entre las Administraciones del Estado, autonómica y local y la actuación de los órganos establecidos al efecto, especialmente en el Consejo de Política Fiscal y Financiera, y en la Comisión Nacional de Administración Local; así como las funciones de informes y autorizaciones legalmente atribuidas en la normativa de régimen local al órgano competente de la Administración General del Estado en materia de Haciendas Locales en puestos de trabajo reservados a funcionarios de Administración Local con Habilitación de carácter Nacional.

## Historia
La SEH fue creada por la reforma administrativa urgente de 7 de diciembre de 1982. Originalmente, la secretaría de Estado acumulaba competencias presupuestarias, tributarias, de aduanas, asesoramiento legal al Estado, sobre el patrimonio del Estado, la coordinación de las haciendas territoriales, sobre la inspección financiera y tributaria y sobre el control interno de la administración (a través de la IGAE). En 1987 se le adscribió el Instituto de Estudios Fiscales y se ampliaron sus funciones a la modernización informática de la Hacienda Pública y sobre los costes de personal y de las pensiones públicas.
Con la creación de la Agencia Estatal de Administración Tributaria (AEAT) en 1992, muchas de las funciones sobre aduanas y de gestión e inspección tributaria fueron asumidas por esta, reduciéndose su estructura y competencias. En 1996 perdió las competencias presupuestarias al crearse la Secretaría de Estado de Presupuestos y Gastos (SEPG), quedándose la SEH con las competencias sobre organización de tributos, catastro y haciendas territoriales, si bien se le añadió la Delegación del Gobierno en el Monopolio de Tabacos (actual Comisionado) y la AEAT estaba adscrita a la SEH.
La división ministerial de 2000 otorgó al Ministerio de Economía las competencias sobre el mercado de tabacos que perdía la SEH y continuaba coordinando las haciendas territoriales, si bien se le añadían competencias para armonizar la normativa fiscal de la Unión Europea. En 2001 el Instituto de Estudios Fiscales se configuró como un organismo autónomo.
En 2004 la SEPG y la SEH se fusionaron dando lugar a la Secretaría de Estado de Hacienda y Presupuestos, que se vertebró a través de dos secretarías generales de las que dependía el resto de órganos directivos. Esta fusión se mantuvo hasta 2012, año en el que adquirió gran parte de la actual estructura y competencias, si bien las competencias sobre financiación autonómica y local estuvieron integradas en la Secretaría de Estado de Administraciones Públicas hasta finales de 2016 cuando volvieron a la SEH. En 2020, perdió las funciones relativas a la regulación del juego, que pasaron al Ministerio de Consumo.

## Estructura
La Secretaría de Estado está integrada por los siguientes órganos directivos:
- La Secretaría General de Financiación Autonómica y Local, con rango de Subsecretaría.
  - La Dirección General de Estabilidad Presupuestaria y Gestión Financiera Territorial.
- La Dirección General de Tributos.
- La Dirección General del Catastro.
- El Tribunal Económico-Administrativo Central, con rango de Dirección General.
- El Gabinete del Secretario de Estado.

Se adscriben al Ministerio a través de la Secretaría de Estado:
- La Agencia Estatal de Administración Tributaria;
- El Instituto de Estudios Fiscales.

Como órgano asesor de la Secretaría está el Consejo para la Defensa del Contribuyente.

## Presupuesto
La Secretaría de Estado de Hacienda tiene un presupuesto asignado de 17 603 303 140 € para el año 2023. De acuerdo con los Presupuestos Generales del Estado para 2023, la SEH participa en nueve programas:
| Nº Programa                                  | Programa | Dotación         | Ref.   |
| -------------------------------------------- | --- | ---------------- | ------ |
| 462N                                         | Investigación y estudios estadísticos y económicos a través del Instituto de Estudios Fiscales                                         | 6 512 020 €      | [ 13 ] |
| 922N                                         | Coordinación y relaciones financieras con los Entes Territoriales a través de la Secretaría General de Financiación Autonómica y Local | 16 008 898 700 € | [ 14 ] |
| 923M                                         | Dirección y Servicios Generales de Hacienda                                                                                            | 11 953 070 €     | [ 15 ] |
| 923N                                         | Formación del personal de Economía y Hacienda a través del Instituto de Estudios Fiscales                                              | 25 120 060 €     | [ 16 ] |
| 92SC C19.I03                                 | Competencias digitales para el empleo. Servicios de carácter general a través del Instituto de Estudios Fiscales                       | 2 941 000 €      | [ 17 ] |
| 931O                                         | Política tributaria a través de la Dirección General de Tributos                                                                       | 5 969 210 €      | [ 18 ] |
| 932A                                         | Aplicación del sistema tributario estatal a través de la Agencia Estatal de Administración Tributaria                                  | 1 396 573 890 €  | [ 19 ] |
| 932M                                         | Política tributaria a través de la Dirección General del Catastro                                                                      | 114 037 930 €    | [ 20 ] |
| 932N                                         | Resolución de reclamaciones económico-administrativas a través del Tribunal Económico-Administrativo Central                           | 31 297 260 €     | [ 21 ] |
| Total presupuesto de la Secretaría de Estado | Total presupuesto de la Secretaría de Estado                                                                                           | 17 603 303 140 € |        |

## Titulares
- José Víctor Sevilla Segura (1982-1984)
- Josep Borrel (1984-1991)
- Antonio Zabalza Martí (1991-1993)
- Enrique Martínez Robles (1993-1996)
- Juan Costa (24 de mayo de 1996 - 5 de mayo de 2000)
- Enrique Giménez Reyna (5 de mayo de 2000 - 27 de julio de 2001)
- Estanislao Rodríguez-Ponga (27 de julio de 2001 - 19 de abril de 2004)..
- Miguel Ángel Fernández Ordóñez (17 de diciembre de 2004- 8 de marzo de 2006)
- Carlos Ocaña y Pérez de Tudela (10 de marzo de 2006 - 10 de junio de 2011)
- Juan Manuel López Carbajo (10 de junio de 2011 - 23 de diciembre de 2011)
- Miguel Ferre Navarrete (30 de diciembre de 2011 - 11 de noviembre de 2016)[22][23][24]
- José Enrique Fernández de Moya (11 de noviembre de 2016 - 9 de junio de 2018)[25][26]
- Inés Bardón Rafael (9 de junio de 2018 - 12 de enero de 2022)[27]
- Héctor Fernando Izquierdo Triana (12 de enero de 2022 - 9 de junio de 2022)[28]
- Jesús Gascón Catalán (9 de junio de 2022 - presente)[29]